# Ritratto del cardinale Marco Galli
Il Ritratto del cardinale Marco Galli è un dipinto del Baciccio. Eseguito tra il 1681 e il 1683, è conservato nella National Gallery di Londra.

## Descrizione
L'identità del soggetto ritratto è rivelata dall'indicazione riportata su una stampa del XVIII secolo.